# Domingos Marinho de Azevedo Americano
Domingos Marinho de Azevedo Americano (São Caetano do Paraopeba, Conselheiro Lafaiete, 12 de fevereiro de 1813 – São Caetano do Paraopeba, 9 de junho de 1851) foi um médico brasileiro.
Doutorado em medicina pela Faculdade de Medicina do Rio de Janeiro em 1838, defendendo a tese “Dissertação sobre a frenologia”. 
Foi eleito membro da Academia Nacional de Medicina em 1846, com o número acadêmico 64, na presidência de Joaquim Cândido Soares de Meireles.